# Lartington
Lartington – wieś w Anglii, w hrabstwie Durham. Leży 36 km na południowy zachód od miasta Durham i 361 km na północ od Londynu.